# Marquesado de la Zarza Real de Veas
El marquesado de la Zarza Real de Veas es un título nobiliario español creado el 14 de octubre de 1806 por el rey Carlos IV a favor de Antonio García de Veas Sanz, «en atención a los servicios prestados a la Corona».
Fue rehabilitado en 1963 por Antonio García de Veas Sanz.

## Marqueses de la Zarza Real de Veas
|                                     | Titular                               | Periodo                |
| Creación por Carlos IV              | Creación por Carlos IV                | Creación por Carlos IV |
| ----------------------------------- | ------------------------------------- | ---------------------- |
| I                                   | Diego García de la Zarza Real de Veas | 1806-¿?                |
| Rehabilitación por Francisco Franco |                                       |                        |
| II                                  | Antonio García de Veas y Sanz         | 1964-¿?                |
| III                                 | Antonio María García de Veas y Mateos | 1982-¿?                |
| IV                                  | Jaime Manuel López-Francos Saénz      | 2005-hoy               |

## Historia de los marqueses de la Zarza Real de Veas
- Diego García de la Zarza Real de Veas, I marqués de la Zarza Real de Veas.

El 17 de enero de 1964, tras solicitud cursada el 3 de noviembre de 1962 (BOE del día 20) y decreto del 31 de octubre de 1963 (BOE del 9 de noviembre), le sucedió, por rehabilitación:
- Antonio García de Veas y Sanz, II marqués de la Zarza Real de Veas.

El 8 de enero de 1982, tras solicitud cursada el 26 de septiembre de 1979 por Antonio María García de Veas y Mateos (BOE del 27 de octubre), resolución del 30 de enero de 1980 por el que se lo convocaba a él y a Félix Ramos de la Sierra en el expediente de sucesión (BOE del 21 de febrero) y orden del 6 de noviembre de 1981 por la que se ordenaba expedir carta de sucesión al primero de ellos (BOE del 11 de enero de 1982), le sucedió:
- Antonio María García de Veas y Mateos, III marqués de la Zarza Real de Veas.

El 20 de diciembre de 2005, tras orden del 22 de junio del mismo año para que se expida la correspondiente carta de sucesión (BOE del 15 de julio), le sucedió:
- Jaime Manuel López-Francos Saénz, IV marqués de la Zarza Real de Veas.